# Shawn Hatosy
Shawn Wayne Hatosy (ur. 29 grudnia 1975 w Frederick) – amerykański aktor filmowy, telewizyjny i teatralny.

## Życiorys
Urodził się w Frederick w stanie Maryland jako syn Carol Ann (z domu Owens), urzędniczki ds. pożyczek, i Wayne’a Thomasa Hatosy’ego, grafika. Jego rodzina ma pochodzenie irlandzkie, węgierskie, niemieckie, angielskie, szkockie i francusko-kanadyjskie. Dorastał w dzielnicy Loch Haven w Ijamsville w Maryland. W wieku dziesięciu lat zaczął grać w lokalnym teatrze. Uczęszczał do New Market Middle School. Był piosenkarzem we własnym zespole. W 1994 ukończył Linganore High School w hrabstwie Frederick w Maryland.
W 1995 po raz pierwszy wystąpił na kinowym ekranie w roli liczącego chłopaka w komediodramacie Jodie Foster Wakacje w domu (Home for the Holidays) z Holly Hunter i Robertem Downeyem Jr., a także pojawił się jako Lyle Warner w jednym z odcinków serialu policyjnego NBC Wydział zabójstw Baltimore (Homicide: Life on the Street) – pt. „The Old and the Dead”. Często gra niespokojne lub socjopatyczne postacie. Stał się rozpoznawalny z ról w filmach: Oni (1998), Prawa młodości (1999) i 11:14 (2003).
W 2004 zdobył nominację do Golden Satellite Award w kategorii najlepszy aktor drugoplanowy w serialu, miniserialu lub filmie telewizyjnym za rolę Justina Fishera w dramacie telewizyjnym Showtime Dziewczyna żołnierza (Soldier’s Girl, 2003) w reżyserii Franka Piersona.
W grudniu 2010 poślubił Kelly Albanese. Mają trzech synów: Cassiusa (ur. 16 czerwca 2006), Leo (ur. 18 listopada 2012) i Finna Jonesa (ur. 29 października 2017). Zamieszkali w Burbank Hills w hrabstwie Burbank w Kalifornii.

## Filmografia

### Filmy
- 1995: Wakacje w domu (Home for the Holidays) jako liczący chłopak
- 1996: Podwójne ryzyko (Double Jeopardy, TV) jako Derek Kaminski
- 1996: Bez powrotu (No Way Home, TV) jako Sean
- 1997: Abbottowie prawdziwi' (Inventing the Abbotts) jako Victor
- 1997: Przodem do tyłu (In & Out) jako Jack
- 1997: Wysłannik przyszłości (The Postman) jako Billy
- 1998: Oni (The Faculty) jako Stan Rosado
- 1999: Prawa młodości (Outside Providence) jako Timothy „Dildo/Dunph” Dunphy
- 1999: Simpatico jako młody Vinnie Webb
- 1999: Pod ochroną (Witness Protection, TV) jako Sean Batton
- 2000: Tam, gdzie ty (Down to You) jako Eddie Hicks
- 2002: John Q jako Mitch Quigley
- 2003: Męska rzecz (A Guy Thing) jako Jim
- 2003: Cooler jako Mikey
- 2003: Dziewczyna żołnierza (Soldier's Girl, TV) jako Justin Fisher
- 2003: 11:14 jako Duffy
- 2004: Bilet do innego świata (The Winning Season, TV) jako dorosły Joseph Stoshack
- 2005: Little Athens jako Carter
- 2006: Alpha Dog jako Elvis Schmidt
- 2006: Dziewczyna z fabryki (Factory Girl) jako Syd Pepperman
- 2008: Nowe życie (The Lazarus Project) jako Ricky Garvey, brat Bena
- 2009: Wrogowie publiczni (Public Enemies) jako agent John Madala
- 2009: Zły porucznik (Bad Lieutenant: Port of Call New Orleans) jako Armand Benoit

### Seriale TV
- 1996: Prawo i porządek jako Chester Manning
- 2001–2002: Felicity jako Owen
- 2002: Sześć stóp pod ziemią jako Brody Farrell
- 2005: CSI: Kryminalne zagadki Las Vegas jako Jeff Simon
- 2006: Ostry dyżur jako Willis Peyton
- 2006–2007: Wzór jako Dwayne Carter
- 2007: Drive jako Rob Laird
- 2007: Na imię mi Earl jako John Clevenger
- 2009: Prawo i porządek: Zbrodniczy zamiar jako Larry Clay
- 2009–2013: Southland jako Sammy Bryant
- 2010: Dexter jako Boyd Fowler
- 2010: CSI: Kryminalne zagadki Miami jako Jason Kreeger
- 2011: Prawo i porządek: Los Angeles jako Larry Sheppard
- 2011: Hawaii Five-0 jako Marshall Martell
- 2011: Zabójcze umysły jako Jimmy Hall
- 2012: Prawo i porządek: sekcja specjalna jako Kevin Fahey
- 2012: Longmire jako Levi Giggs
- 2013: Anatomia prawdy jako Karl Simmons
- 2014: Reckless jako Terry McCandless
- 2015: Fear the Walking Dead jako kapral Andrew Adams
- 2015: Bosch jako Johnny Stokes
- 2016–2022: Królestwo zwierząt jako Pope Cody
- 2017: Kalifornijski guru jako Karel